# گاس بکوس
گاس بکوس (انگلیسی: Gus Backus؛ زادهٔ ۱۲ سپتامبر ۱۹۳۷ - ۲۱ فوریه ۲۰۱۹) یک خواننده اهل ایالات متحده آمریکا است.